# Myliobatis australis
Myliobatis australis е вид хрущялна риба от семейство Орлови скатове (Myliobatidae). Видът не е застрашен от изчезване.

## Разпространение
Разпространен е в Австралия (Виктория, Западна Австралия, Куинсланд, Нов Южен Уелс, Тасмания и Южна Австралия).